# Émeutes de 2006 à Nukuʻalofa
 (décembre 2012).
Si vous disposez d'ouvrages ou d'articles de référence ou si vous connaissez des sites web de qualité traitant du thème abordé ici, merci de compléter l'article en donnant les références utiles à sa vérifiabilité et en les liant à la section « Notes et références ».
Les émeutes de 2006 aux Tonga commencent au milieu du mois de novembre à Nukuʻalofa, la capitale du pays.

## Origine
Les émeutes sont la conséquence d'une agitation ayant démarré l'année précédente pour obtenir la révision du système politique du pays.
Jusque-là, l'Assemblée législative était composée de 30 membres, dont seulement 9 désignés par le peuple au suffrage universel, les 21 autres étant désignés par le roi au sein des 33 familles composant l'aristocratie du pays.
Cette composition est combattue par le mouvement pro-démocratie, notamment ‘Akilisi Pohiva, député élu du peuple.
Alors que des milliers de personnes réclament la tenue, avant les vacances parlementaires, d'un vote sur des réformes démocratiques, le gouvernement ajourne la séance. 

## Conséquences

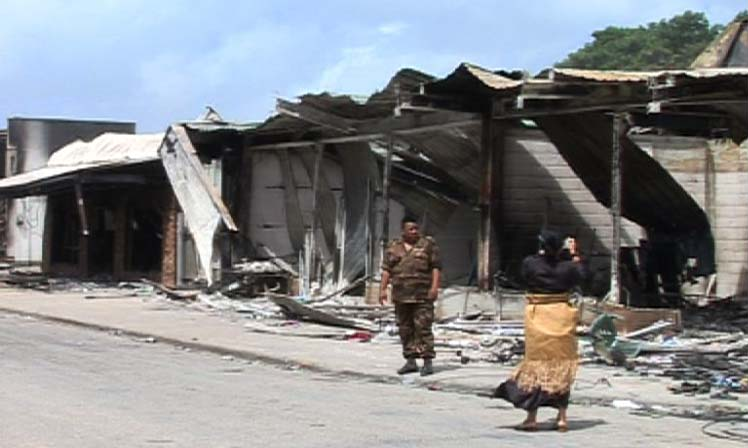
Bâtiment détruits à Nukuʻalofa au Tonga après les émeutes de 2006.

Les émeutes causent la mort de huit personnes ainsi que la destruction d'une grande partie du centre-ville (à plus de 80 %).
Le gouvernement tongien proclame rapidement l'état d'urgence pour l'ensemble de l'île et met en place un couvre-feu.
Les gouvernements australien et néo-zélandais envoient un contingent commun d'environ 150 policiers et hommes de troupe pour aider le gouvernement tongien à rétablir l'ordre. Cet envoi n'aurait été accepté qu'après avoir obtenu en coulisses des assurances de démocratisation des institutions.
Le gouvernement tongien finit par convenir que la nouvelle assemblée issue des élections prévue en 2008 aurait une composition exactement inverse de celle qui prévalait jusqu'ici, et que les élus du peuple y seraient désormais au nombre de 21, pour neuf représentants de la noblesse, choisis par le roi. Le Premier ministre et son gouvernement promettent également d'accélérer la mutation des institutions semi-féodales vers un modèle plus démocratique.
L'état d'urgence est finalement levé pour l'ensemble du pays, mais reste toujours renouvelé mensuellement pour la capitale[réf. nécessaire].